# Acanthocephalus anguillae
Acanthocephalus anguillae je živočich z kmene vrtejši. Tento druh parazituje v trávicí soustavě úhořů, kde způsobuje zánětlivou zarudlost střeva.